# Терраса-пристань
Терраса-пристань (Большая терраса на Длинном острове) является одним из центральных сооружений дворцового парка в Гатчине. Располагается почти на оси главного корпуса дворца.
Строительство террасы началось в 1792 г. по проекту архитектора В. Бренны. Основные работы закончились уже к зиме этого же года, а отделка продолжалась до 1795 года. Работы выполнил вологодский крестьянин Кирьян Пластинин.
Использовалась как пристань для судов гатчинской флотилии.
Общая протяженность террасы вдоль берега около 51 м. Стена террасы, обращенная к озеру, поднимается прямо из воды. Стена построена из парицкой плиты и облицована пудостским камнем. С двух сторон устроены лестницы из черницкого камня, служащие для спуска к воде. Верхняя, береговая, часть террасы организована в виде площадки, со стороны озера обрамлённой балюстрадой. Со стороны острова к площадке ведёт небольшая лестница из трёх ступеней. При входе находятся две скульптуры, изображающие лежащих львов, установленные в 1798 году. На балюстраде, ограждающей верхнюю площадку, террасу было установлено 18 ваз из пудостского камня.
При Павле Петровиче на террасе были установлены четыре мраморные статуи на пьедесталах, изображающие Скульптуру, Живопись, Архитектуру и Математику. Эти статуи скульптора Джузеппе Бернарди Торетто (Торетти) были куплены в Вене и подарены Екатериной II своему фавориту графу Григорию Орлову. В последующем времени скульптура «Математика» меняла своё название. Так, в 1798 году скульптор И. П. Прокофьев называет её просто «Муза», а по описи 1859 года она уже называется «Поэзия».
Во время Великой Отечественной войны была разбита балюстрада террасы, скульптуры львов сильно повреждены. Статуи «Архитектура» и «Живопись» были сброшены с пьедесталов, а «Скульптура» и «Поэзия» — пропали. Их нашли только в 1971 году на дне Белого озера. Там же были найдены несколько ваз и части балюстрады.
Исключительный декоративный эффект возникает при обзоре террасы с противоположного берега. Здесь можно найти видовую точку, с которой терраса воспринимается как цоколь дворца. Этому впечатлению способствует также то, что в их облицовке использован один и тот же материал — пудостский камень.
В настоящее время терраса находится в неудовлетворительном состоянии; из-за опасности её обрушения парковой администрацией закрыт проход на Длинный остров.